# Azerbaïdjan au Concours Eurovision de la chanson junior
L'Azerbaïdjan participe au Concours Eurovision de la chanson junior depuis 2012. Il n'a jamais remporté ce concours.

## Histoire
Le pays tente une première participation en 2008 mais se retire par manque de chanson de qualité.
L’Azerbaïdjan participe au Concours Eurovision de la chanson junior pour la première fois en 2012. Après deux participations successives, le pays décide de se retirer du concours et ne participe pas en 2014.
En 2018, le pays fait son retour après avoir manqué quatre éditions.
Après deux retraits en 2019 et 2020, le pays retourne en 2021 pour leur quatrième participation. A cette occasion, le pays obtient ses premiers 12 points et son premier top 5 (derrière l'Arménie, la Pologne, la France et la Géorgie). 
En 2025, le pays fait son retour en Géorgie après 4 ans d’absence. 

## Représentants
| Année                   | Artiste         | Chanson             | Langue         | Traduction du titre    | Place | Points |
| ----------------------- | --------------- | ------------------- | -------------- | ---------------------- | ----- | ------ |
| 2012                    | Omar & Suada    | Girls and Boys      | Azéri, anglais | Filles et garçons      | 11    | 49     |
| 2013                    | Rustam Karimov  | Me and My Guitar    | Azéri, anglais | Ma guitare et moi      | 07    | 66     |
| Retrait de 2014 à 2017. |                 |                     |                |                        |       |        |
| 2018                    | Fidan Huseynova | I Wanna Be Like You | Azéri, anglais | Je veux être comme toi | 16    | 47     |
| Retrait de 2019 à 2020. |                 |                     |                |                        |       |        |
| 2021                    | Sona Azizova    | One of Those Days   | Azéri, anglais | Un de ces jours        | 05    | 151    |
| Retrait de 2022 à 2024. |                 |                     |                |                        |       |        |
| 2025                    |                 |                     |                |                        |       |        |

- Première place
- Deuxième place
- Troisième place
- Dernière place

## Galerie

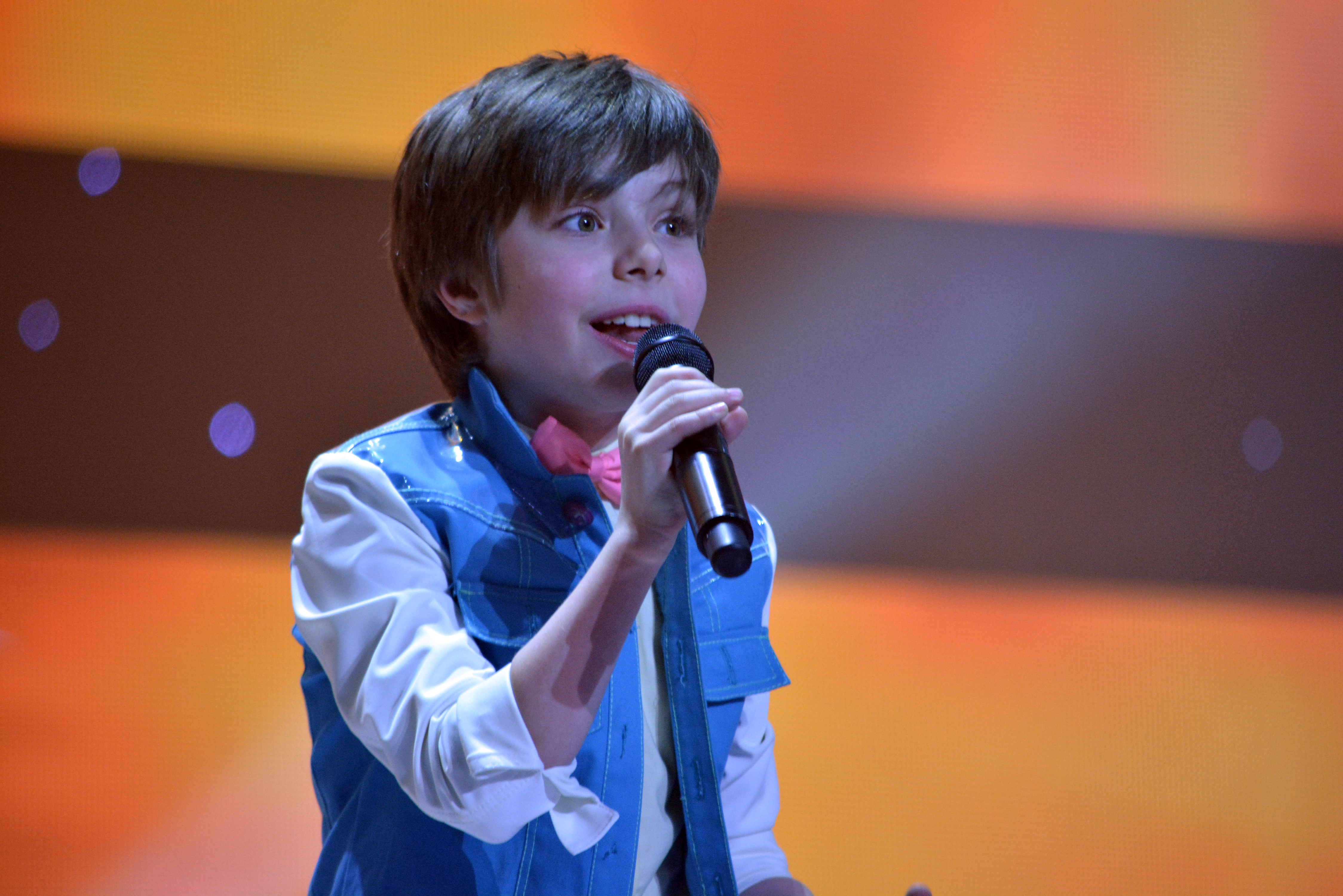
Rustam Karimov à Kiev (2013).
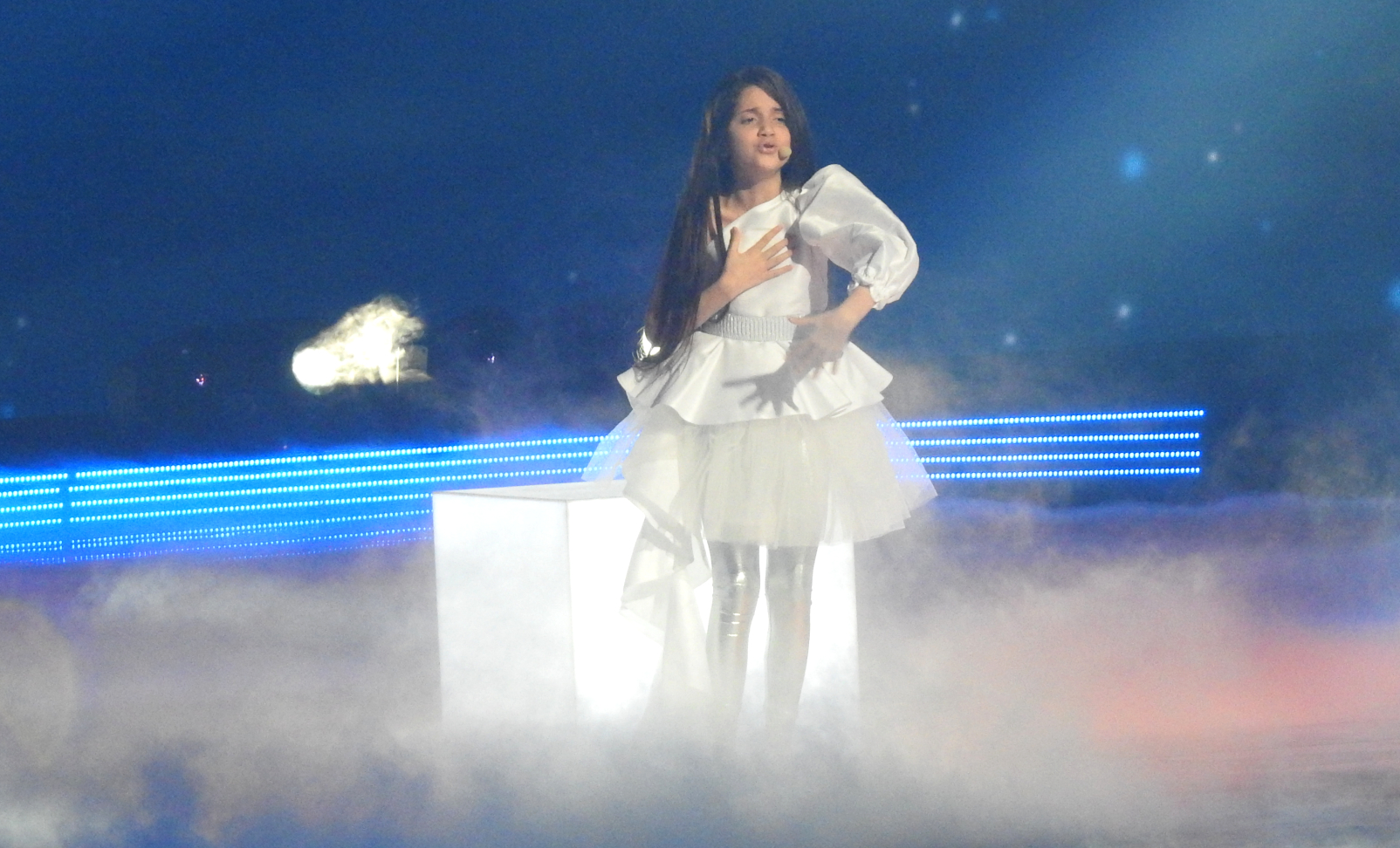
Fidan Hüseynova à Minsk (2018).
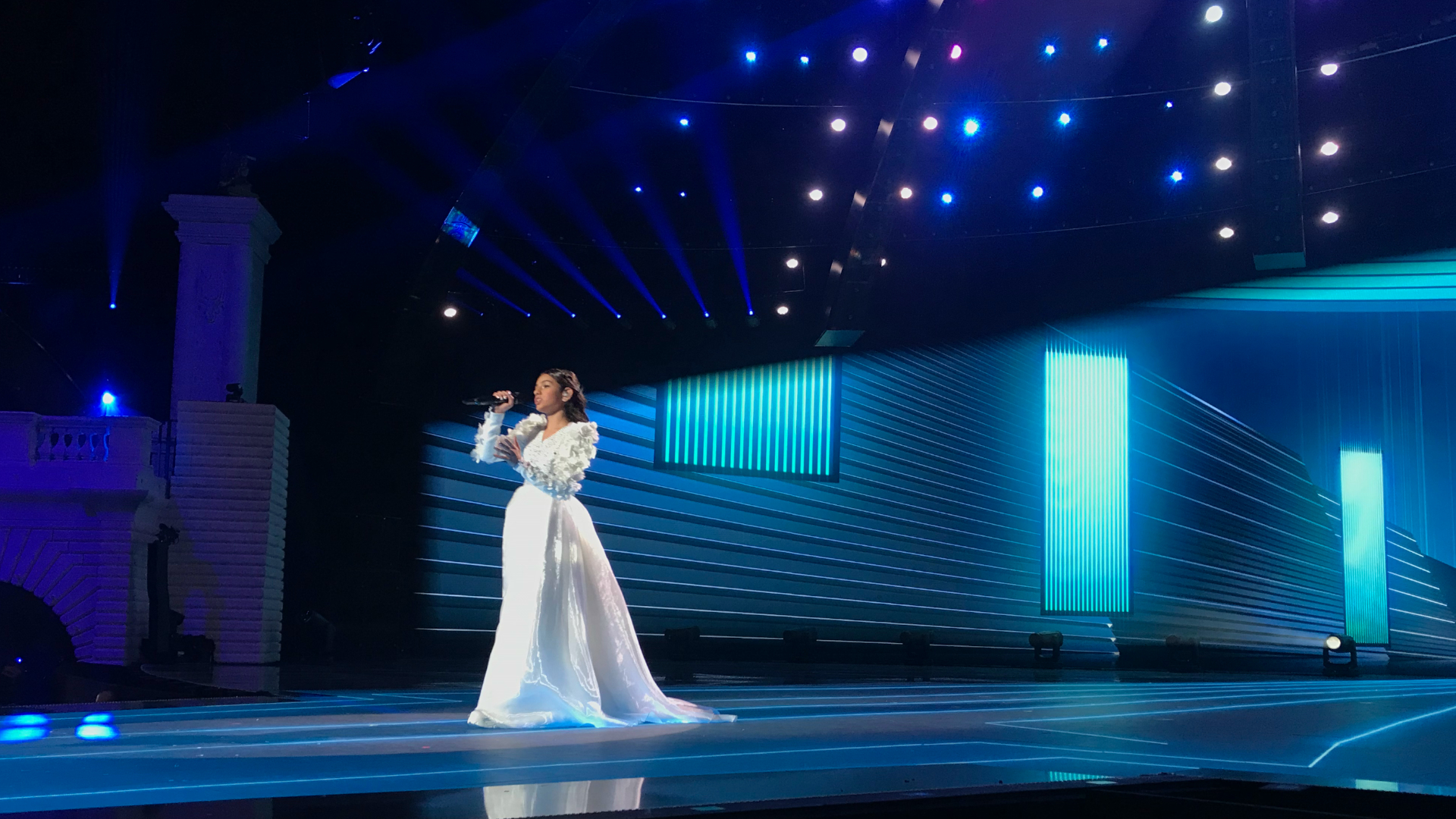
Sona Azizova à Paris (2021).

## Historique de vote
| Rang | Pays        | Points |
| ---- | ----------- | ------ |
| 1    | Russie      | 26     |
| 2    | Biélorussie | 23     |
| 3    | Géorgie     | 18     |
| 4    | Ukraine     | 17     |
| 5    | Albanie     | 13     |
| =    | Moldavie    | 13     |

| Rang | Pays    | Points |
| ---- | ------- | ------ |
| 1    | Géorgie | 18     |
| 2    | Albanie | 16     |
| 3    | Ukraine | 15     |
| 4    | Russie  | 10     |
| =    | Suède   | 10     |
| 5    | Malte   | 7      |